# Marienborg

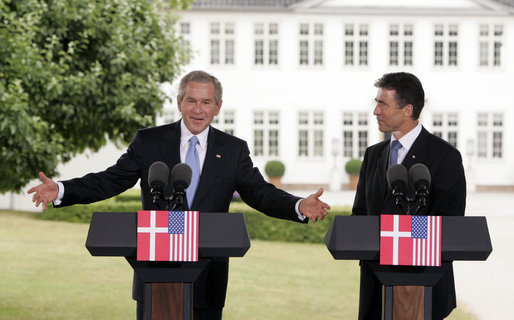
Presidente estadunidense George W. Bush e o Primeiro-ministro dinamarquês Anders Fogh Rasmussen durante uma entrevista coletiva na residência oficial de Marienborg. Foto de 6 de julho de 2005.

Marienborg é a residência oficial do Primeiro-ministro da Dinamarca, e é frequentemente utilizada para atos oficiais. Está situada às margens do lago Bagsværd, em Kongens Lyngby, 15 km ao norte de Copenhague, na Zelândia.
O edifício foi construído por volta de 1745, e adquirido oficialmente em janeiro de 1962.